# Flamsteed-Bezeichnung
Die Flamsteed-Bezeichnungen werden in der Astronomie parallel zu den Bayer-Bezeichnungen zur systematischen Benennung von Sternen verwendet.
Die Bezeichnung besteht aus der Flamsteed-Nummer gefolgt vom Genitiv des lateinischen Namens des Sternbilds, in dem der Stern liegt, z. B. 13 Lyrae oder 23 Ursae Maioris. In Büchern und Tabellen ist die Verwendung der Abkürzung des Sternbildnamens durch drei Buchstaben gebräuchlich, z. B. 13 Lyr, 23 UMa. Flamsteed nummerierte die mit bloßem Auge sichtbaren Sterne aufsteigend nach Rektaszension geordnet; wegen der Präzession ist diese Reihenfolge inzwischen stellenweise durchbrochen.
Diese Art der Bezeichnung tauchte erstmals in Flamsteeds Historiae coelestis libri duo auf, die 1712 von Edmond Halley veröffentlicht wurde, jedoch ohne Zustimmung Flamsteeds. Nach Flamsteeds Tod erschien 1725 unter dem Titel Historia coelestis Britannica eine erweiterte Ausgabe. Die Flamsteed-Nummern gewannen im 18. Jahrhundert an Beliebtheit und werden heutzutage dort verwendet, wo keine Bayer-Bezeichnung für einen Stern existiert. Da Flamsteed seine Himmelsbeobachtungen nur von Großbritannien aus vornahm, enthält sein Katalog nur die von dort aus sichtbaren Sterne, also entsprechend wenige des Südsternhimmels.
Wie bei den Bayer-Bezeichnungen gibt es aufgrund der offiziellen Neueinteilung der Sternbildgrenzen durch die IAU eine Reihe von Sternen, deren Flamsteed-Bezeichnungen sie anderen als den heute üblichen Sternbildern zuordnen würden. Diese werden daher nicht mehr verwendet.